# Emily Davies
Sarah Emily Davies, född 22 april 1830 i Southampton, Hampshire, död 13 juli 1921 i Hampstead i London, var en brittisk feminist och pedagog.
Davies var en av den brittiska kvinnorörelsens pionjärer. Hon arbetade särskilt för att kvinnor skulle få tillgång till universiteten, och grundade 1869 ett college för kvinnor, Girton College, från 1873 i Cambridge. Av hennes skrifter märks The Higher Education for Women (1866) och Thoughts on some Questions relating to Women (1910).